# Elizabeth Reaser
Elizabeth Ann Reaser est une actrice américaine, née le 2 juillet 1975 à Bloomfield (Michigan) 
Elle est révélée, au grand public, par son rôle récurrent d'Ava dans la série télévisée médicale Grey's Anatomy et par celui d'Esmée Cullen dans la saga cinématographique Twilight. 
Depuis, elle est devenue une actrice de cinéma de télévision et de théâtre reconnue, obtenant de nombreux rôles de soutien ou de premier plan. Le 04 avril 2024 elle se marie avec Bruce gilbert 

## Biographie

### Jeunesse et formation
Elle est née au Michigan, sa mère est Karen Davidson (née Weidman) et son père est John Reaser. Elle a deux sœurs. Elle grandit dans la campagne de Milford. Sa mère est femme au foyer et son père un avocat devenu restaurateur et ensuite enseignant suppléant. 
En 1995, à la suite de son divorce, sa mère se remarie avec l'entrepreneur américain William Davidson. 
Elle a étudié la comédie au Sacré-Cœur de Bloomfield Hills et est diplômée en art dramatique de la célèbre et réputée Juilliard School,. Elle a aussi étudié à l'Université d'Oakland.

### Carrière

#### Débuts
Au début des années 2000, après une poignée de rôles mineurs, secondaires, à la télévision (Les Soprano, Le Justicier de l'ombre, The Jury et New York, section criminelle), elle signe son premier rôle important dans la série médicale éphémère Saved. Bien qu'elle se soit rendue dans des urgences et qu'elle ait fait des recherches sur le comportement et le mode de vie du personnel médical, la série est rapidement arrêtée, faute d'audience. 
Avant cela, elle joue aussi de nombreux rôles secondaires aux côtés d'acteurs renommés : En 2001, elle débute dans le drame Danny Balint avec Ryan Gosling. Quatre ans plus tard, elle retrouve Gosling pour le thriller Stay avec Ewan McGregor et Naomi Watts. Elle fait aussi partie de l'excentrique famille qui s'oppose à Sarah Jessica Parker dans la comédie Esprit de famille. 
À cette période, elle signe une prestation remarquée, pour le drame Sweet Land, de Marc Forster, dont elle est l'héroïne. Cette production indépendante est saluée par la critique, notamment élue Meilleur premier film lors de la cérémonie des Film Independent's Spirit Awards et lui vaut, à titre personnel, le titre de meilleure actrice au Festival du film de Newport Beach ainsi que par l'association Women Film Critics Circle Awards.

#### Révélation:Grey's Anatomy&Twilight

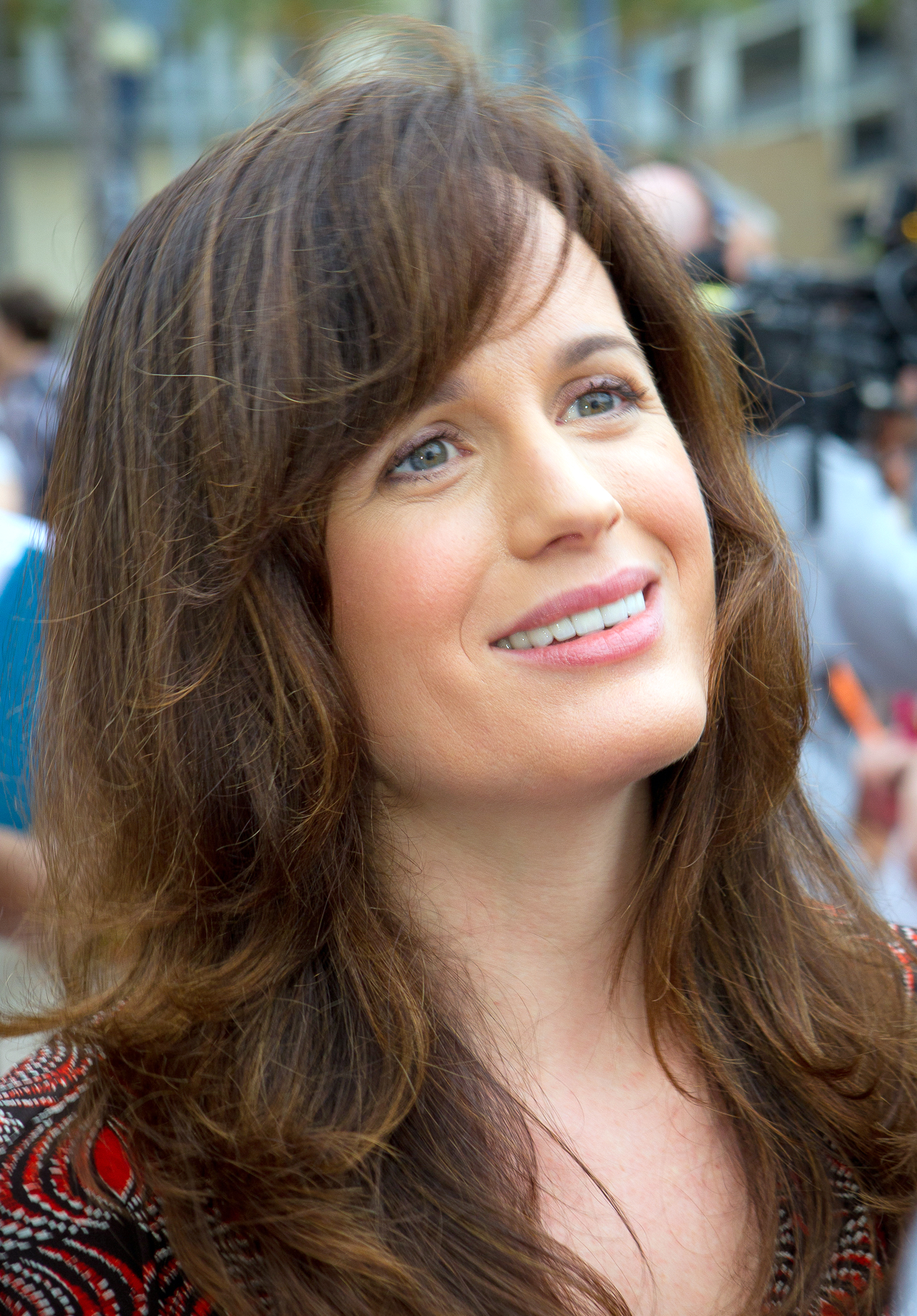
Elizabeth Reaser au Comic-Con, en 2011.

En 2007, elle poursuit dans le cinéma indépendant avec la comédie dramatique Purple Violets de et avec Edward Burns, dans lequel elle donne la réplique aux vedettes Selma Blair, Patrick Wilson et Debra Messing. Cette-année là, c'est surtout sa participation à la série dramatique et médicale à succès, Grey's Anatomy créée par Shonda Rhimes, qui retient l'attention. Son personnage dont les intrigues concernent principalement le personnage d'Alex Karev joué par Justin Chambers, intervient de manière récurrente, entre la saison trois et quatre. L'interprétation de l'actrice est à nouveau saluée par la profession et elle reçoit une citation pour le prestigieux Primetime Emmy Award de la meilleure actrice invitée dans une série télévisée dramatique. 
À la suite de ce succès, elle joue dans son premier blockbuster pour la romance fantastique adulée par un jeune public Twilight, chapitre I : Fascination. Il s'agit du le premier film tiré de la série de romans Twilight de Stephenie Meyer. Elle y interprète le personnage d'Esmée Cullen, une ancienne restauratrice de vieux bâtiments devenue vampire et épouse de Carlisle Cullen interprété par Peter Facinelli. 
Face à un tel succès et à l'engouement suscité, l'actrice restera en toute logique fidèle à ce personnage qui apparaît dans tous les longs métrages qui constituent la saga. Il s'ensuit, chronologiquement, en 2009, le second tome qui confirme le succès Twilight, chapitre II : Tentation, l'année d'après, le troisième chapitre Twilight, chapitre III : Hésitation et enfin Twilight, chapitres IV et V : Révélation, les deux derniers volets respectivement commercialisés entre 2011 et 2012. 
Entre-temps, forte d'une nouvelle notoriété, elle tente de porter la série comique The Ex List, mais les audiences catastrophiques conduisent le réseau CBS à interrompre la diffusion au bout de quatre épisodes seulement. Elle n'abandonne pas le cinéma indépendant et joue aux côtés de Joseph Fiennes dans le drame A contre-courant, récompensé lors du Festival international du film de Dallas. En 2011, elle joue un rôle secondaire dans le drame romantique Le Jour où je l'ai rencontrée porté par les jeunes valeurs montantes Emma Roberts et Freddie Highmore et elle accompagne l'oscarisée Charlize Theron dans sa comédie remarquée Young Adult.

#### Alternance cinéma et télévision
L'année d'après, qui coïncide avec la clôture de la saga cinématographique Twilight, elle seconde Josh Radnor dans son film Love and Other Lessons. Dans le même temps, elle joue dans une poignée d'épisodes de l'acclamée The Good Wife. 
Les années qui suivent sont similaires dans le parcours de l'actrice : Entre 2013 et 2015, elle s'invite sur le plateau de séries comme Bonnie & Clyde, True Detective et Mad Men. Au cinéma, elle rejoint la distribution principale du drame fantaisiste One and Two, nommé lors de la Berlinale 2015, elle donne la réplique à Sally Field dans la comédie dramatique saluée Hello, My Name Is Doris mais elle est surtout l'héroïne du film d'horreur Ouija : les origines sorti en 2016. Il s'agit d'une préquelle du film Ouija, sorti en 2014. Le film est adapté du jeu Ouija et plus précisément de la version éditée par la société Hasbro. Ce second volet reçoit un accueil critique beaucoup plus favorable que son prédécesseur,, en dépit de résultats au box office, légèrement inférieurs,.
En 2017, elle est à l'affiche de deux séries : d'abord la mini-série criminelle Manhunt: Unabomber porté par un duo masculin musclé Sam Worthington et Paul Bettany et elle joue un rôle récurrent dans la série d'anthologie de Dick Wolf, Law and Order True Crime, elle y incarne le procureur adjoint Pam Bozanic.
En 2018, elle rejoint la distribution principale de la première saison de la série d'anthologie saluée par les critiques The Haunting, intitulée The Haunting of Hill House, aux côtés de Carla Gugino et Kate Siegel. Une production adoubée par le célèbre écrivain Stephen King. 
L'année suivante, il est annoncé que l’actrice rejoint la série dramatique plébiscitée, The Handmaid's Tale : La Servante écarlate, à partir de la troisième saison. 

## Filmographie

### Cinéma

#### Longs métrages
- 2001 : Danny Balint de Henry Bean : Miriam
- 2001 : Thirteen Conversations About One Thing : jeune femme dans la classe
- 2002 : Emmett's Mark de Keith Snyder : Alison Holmes
- 2004 : Mind the Gap de Eric Schaeffer : Malissa Zubach
- 2005 : Stay de Marc Forster : Athena
- 2005 : Sweet Land d'Ali Selim : Inge, jeune
- 2005 : Esprit de famille de Thomas Bezucha : Susannah Stone Trousdale
- 2006 : Shut Up and Sing de Bruce Leddy : Julep
- 2006 : Puccini et moi de Maria Maggenti : Allegra
- 2007 : Purple Violets de Edward Burns : Bernadette
- 2008 : Twilight, chapitre I : Fascination de Catherine Hardwicke : Esmée Cullen
- 2009 : A contre-courant de Peter Callahan : Liz Clark
- 2009 : Twilight, chapitre II : Tentation de Chris Weitz : Esmée Cullen
- 2010 : Twilight, chapitre III : Hésitation de David Slade : Esmée Cullen
- 2011 : Le Jour où je l'ai rencontrée de Gavin Wiesen (de) : Charlotte Howe
- 2011 : Twilight, chapitre IV : Révélation (partie 1) de Bill Condon : Esmée Cullen
- 2011 : Young Adult de Jason Reitman : Beth Slade
- 2012 : Liberal Arts de Josh Radnor : Ana
- 2012 : Twilight, chapitre IV : Révélation (partie 2) de Bill Condon : Esmée Cullen
- 2015 : One and Two de Andrew Droz Palermo : Elizabeth
- 2015 : Hello, My Name Is Doris de Michael Showalter : Docteur Edwards
- 2016 : Ouija : Les Origines de Mike Flanagan : Alice Zander
- 2018 : Nightmare Cinema de Alejandro Brugues, Joe Dante, Mick Garris, Ryūhei Kitamura et David Slade : Helen
- 2020 : Embattled (en) de Nick Sarkisov : Susan Boykins

### Télévision

#### Séries télévisées
- 1998 : Sports Theater with Shaquille O'Neal : Molly (1 épisode)
- 2000 : Les Soprano : Stace (1 épisode)
- 2004 : Le Justicier de l'ombre : Elaine Jones (1 épisode)
- 2004 : The Jury : Rachel Byrnes (1 épisode)
- 2002 : New York, section criminelle : Serena Whitfield (Saison 1 épisode 13)
- 2006 : New York, section criminelle : Jillian Slaughter
- 2006 : Saved : Alice Alden, M.D. (rôle principal - 13 épisodes)
- 2006 : Standoff : Les Négociateurs : Anya Reed (1 épisode)
- 2007-2008 : Grey's Anatomy : Jane Doe / Ava / Rebecca Pope (rôle récurrent - 18 épisodes)
- 2008 : Wainy Days : Annie (1 épisode)
- 2008-2009 : The Ex List : Bella Bloom (rôle principal - 13 épisodes)
- 2010-2012 : The Good Wife : Tammy Linnata (rôle récurrent - 7 épisodes)
- 2013 : Bonnie and Clyde (mini-série) : PJ Lane (2 épisodes)
- 2014 : True Detective : Laurie Perkins (1 épisode)
- 2015 : Mad Men : Dianne (2 épisodes)
- 2016-2017 : Easy : Andi (2 épisodes)
- 2017 : Manhunt: Unabomber (mini-série) : Ellie Fitzgerald (rôle récurrent - 5 épisodes)
- 2017 : Law & Order True Crime : Pam Bozanich (rôle récurrent - 7 épisodes)
- 2018 : The Haunting of Hill House : Shirley Crain
- 2019 : The Handmaid's Tale : Olivia Winslow, la femme du Commandant Winslow[17]

## Distinctions

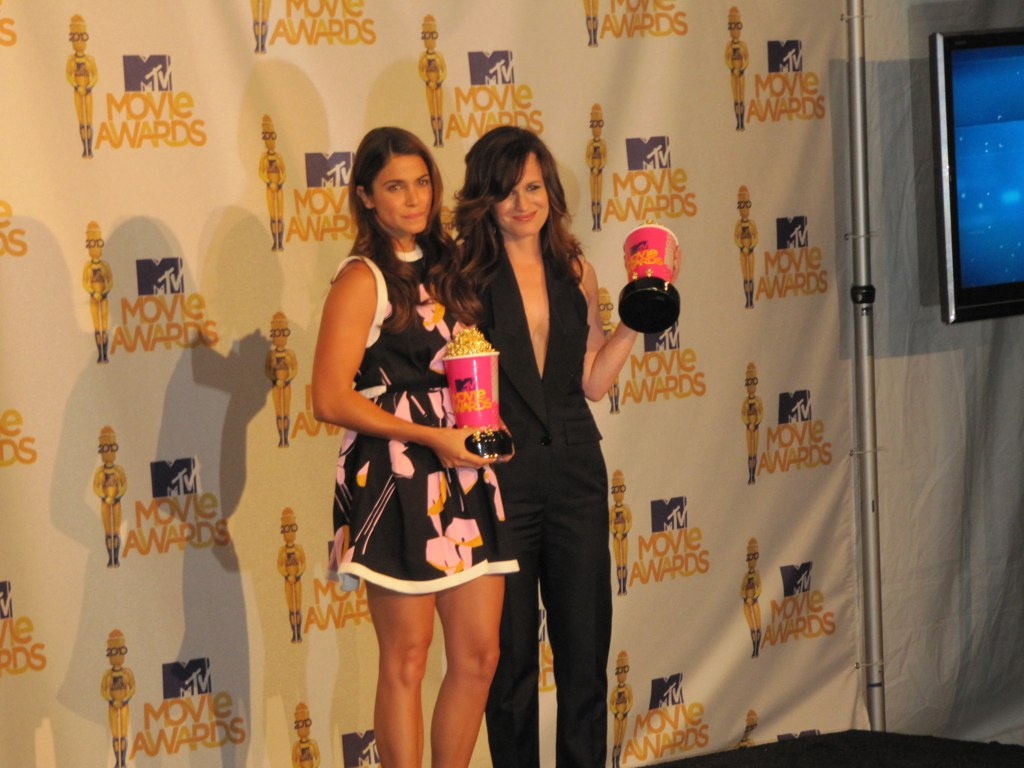
Nikki Reed, l'une de ses partenaires de jeu dans Twilight et Elizabeth Reaser aux MTV Movie & TV Awards 2010.

Sauf indication contraire ou complémentaire, les informations mentionnées dans cette section proviennent de la base de données IMDb.

### Récompenses
- Festival du film de Newport Beach 2006 : Meilleure actrice pour Sweet Land
- Women Film Critics Circle Awards 2006 :
  - Meilleure actrice pour Sweet Land
  - Meilleure actrice dans un film pour Sweet Land, prix partagé avec Sanaa Lathan pour Something New
- Teen Choice Awards 2010 : Personnalité(s) ayant les fans les plus 'fanatiques' (partagé avec l'ensemble des acteurs de la saga Twilight)

### Nominations
- Independent Spirit Award 2007 : Meilleure actrice pour Sweet Land
- Primetime Emmy 2007 :  meilleure actrice invitée dans une série télévisée dramatique pour Grey's Anatomy
- Screen Actors Guild Awards 2008 : Meilleure distribution pour une série télévisée dramatique dans Grey's Anatomy (partagé avec l'ensemble de la distribution principale de la série)
- Prism Award 2009 : Meilleure performance dramatique dans plusieurs épisodes pour Grey's Anatomy